# Flughafen Juba

i7
i11
i13
Der Flughafen Juba oder Flughafen Dschuba (englisch Juba International Airport, IATA-Code: JUB, ICAO-Code: HJJJ) ist ein Verkehrsflughafen in Juba im Südsudan. Er dient als Basis für Kush Air. Aus Europa fliegt lediglich Turkish Airlines von Istanbul aus den Flughafen Juba an.
Er ist einer von lediglich zwei internationalen Flughäfen des Landes und aufgrund seiner Funktion als Flughafen der Hauptstadt der wichtigste des Landes. Er liegt nordöstlich der Innenstadt von Juba am westlichen Ufer des weißen Nils.
Im Vorfeld der südsudanesischen Unabhängigkeitserklärung am 9. Juli 2011 wurde mit dem Ausbau des Flughafens begonnen, da die vorher eher unbedeutende Stadt Juba als Hauptstadt des neuen Staates eine wichtige Rolle einnimmt. Der Verkehrsminister Lino Makana kündigte an, dass der Flughafen im Endausbau aussehen werde wie der Flughafen Kapstadt in Südafrika.
Unterstützt wird der Ausbau zu einem internationalen Flughafen seit September 2012 durch die Gemeinsame Sicherheits- und Verteidigungspolitik der Europäischen Union, die im Rahmen der Mission EUAVSEC South Sudan bis zu 64 Experten für 19 Monate zur Unterstützung sendet.

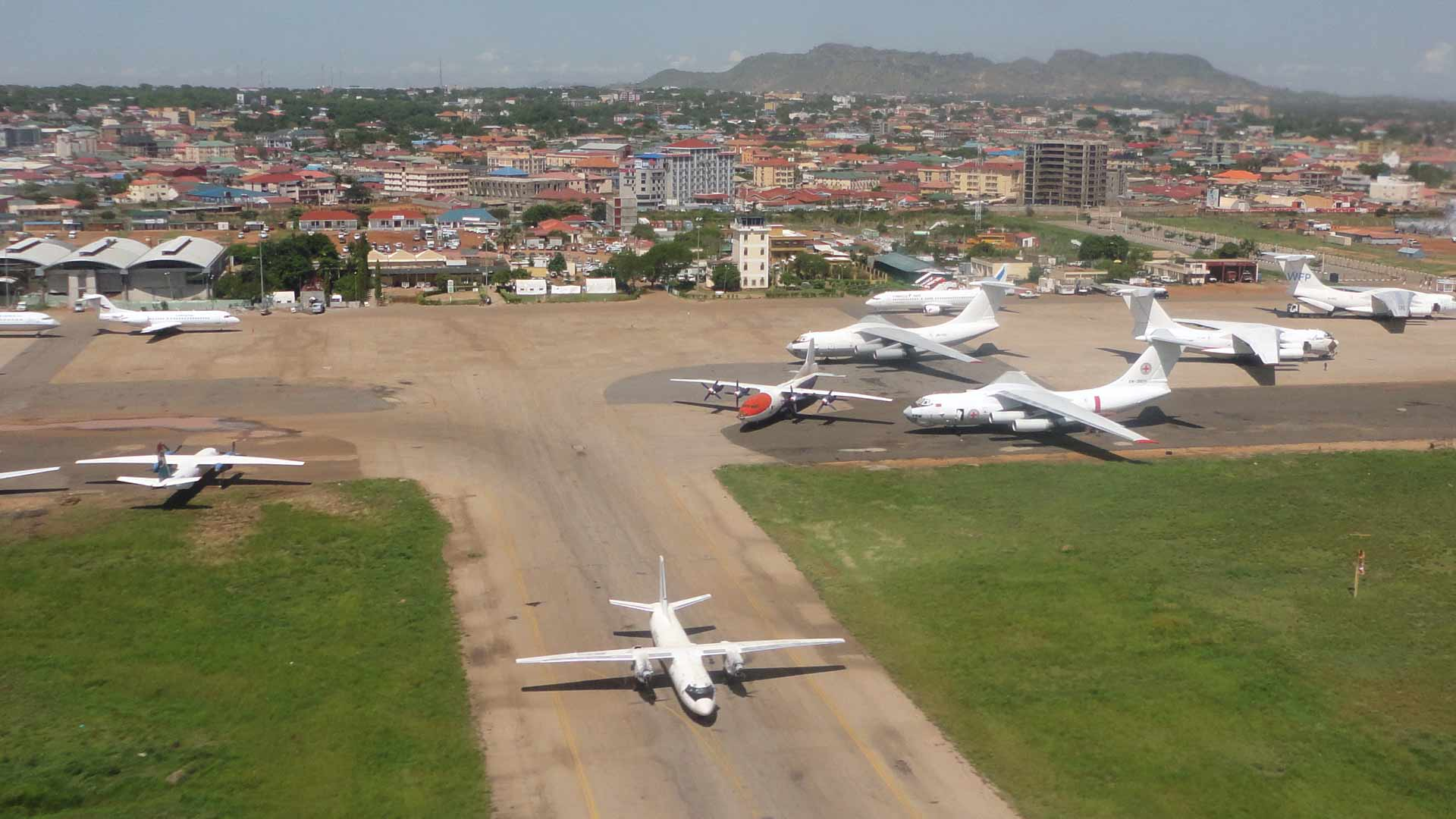
Blick auf den Flughafen mit neuen Terminal (im Bau, links) im Sommer 2018

Im Oktober 2018 wurde ein neues modernes Terminal eröffnet. Auch wenn das neue Flughafengebäude modern anmutet, so sind viele Einrichtungen nicht auf internationalem Stand. Der Check-In beispielsweise erfolgt mit handgeschriebenen Bordpässen und handgeschriebenen Baggage-Tags. Die Gepäckstücke werden nach dem Check-In auf das Vorfeld verbracht und aus Sicherheitsgründen erst mit dem Einsteigen der Fluggäste verladen.

## Zwischenfälle

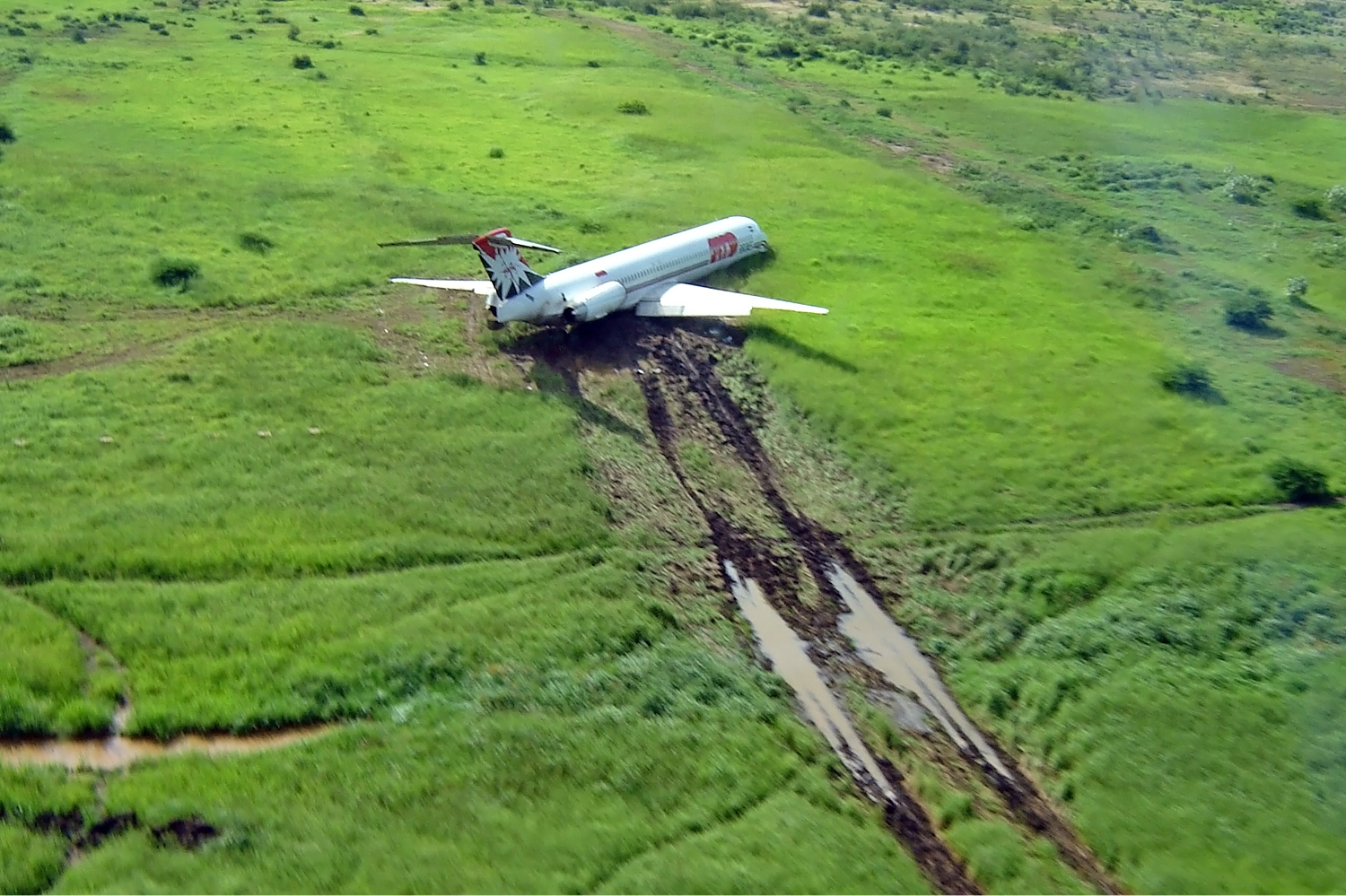
Die SU-BOZ nach der missglückten Landung

- Am 12. August 1990 verloren an einer Lockheed L-100-30 Hercules der US-amerikanischen Southern Air Transport (SAT) (Luftfahrzeugkennzeichen N911SJ) kurz nach dem Start vom Flughafen Juba (Sudan) nacheinander alle vier Triebwerke an Leistung. Bei der Rückkehr und Notlandung auf dem Startflughafen wurde das Landebahnende überrollt und das Flugzeug irreparabel beschädigt. Alle fünf Insassen, vier Besatzungsmitglieder und ein Passagier, überlebten.[5]
- am 23. Juni 2006 kam es bei der Landung einer vom Flughafen Khartum gestarteten McDonnell Douglas DC-9-83 der ägyptischen Charterfluggesellschaft AMC Airlines (SU-BOZ) zu einem Unfall. Die Maschine rollte über das Landebahnende hinaus und wurde schwer beschädigt. Alle 14 Insassen überlebten den Unfall. Die Maschine wurde repariert.[6]
- Am 4. November 2015 stürzte ein in Tadschikistan registriertes Frachtflugzeug des Typs Antonow An-12 (EY-406) der Asia Airways rund 800 Meter hinter der Startbahn des Flughafens ab. Dabei kamen 41 Insassen und eventuell auch Personen am Boden ums Leben.[7][8]
- Am 20. August 2020 stürzte bei einem Flugunfall eine Antonow An-26B der südsudanesischen South West Aviation (EX-126) kurz nach dem Start vom Flughafen Juba ab. Das Flugzeug war auf dem Weg nach Wau und Aweil. Die in Kirgisistan registrierte Maschine war mit 8 Tonnen Fracht um 2,5 Tonnen überladen. Von den drei Besatzungsmitgliedern und fünf Passagieren wurden sieben getötet, eine Person überlebte schwer verletzt.[9]
- Am 2. November 2021 stürzte eine Antonow An-26 der Optimum Aviation aus Benin (TR-NGT) kurz nach dem Start 2500 Meter nördlich des Flughafens Juba ab. Die Maschine wurde für die südsudanesische Euro Airlines betrieben und war in Gabun registriert. Das Frachtflugzeug war mit 5,4 Tonnen Diesel in 28 Fässern auf dem Weg nach Maban und war nach dem Abheben nur sehr langsam gestiegen. Alle 5 Besatzungsmitglieder kamen bei dem Unfall ums Leben.[10]

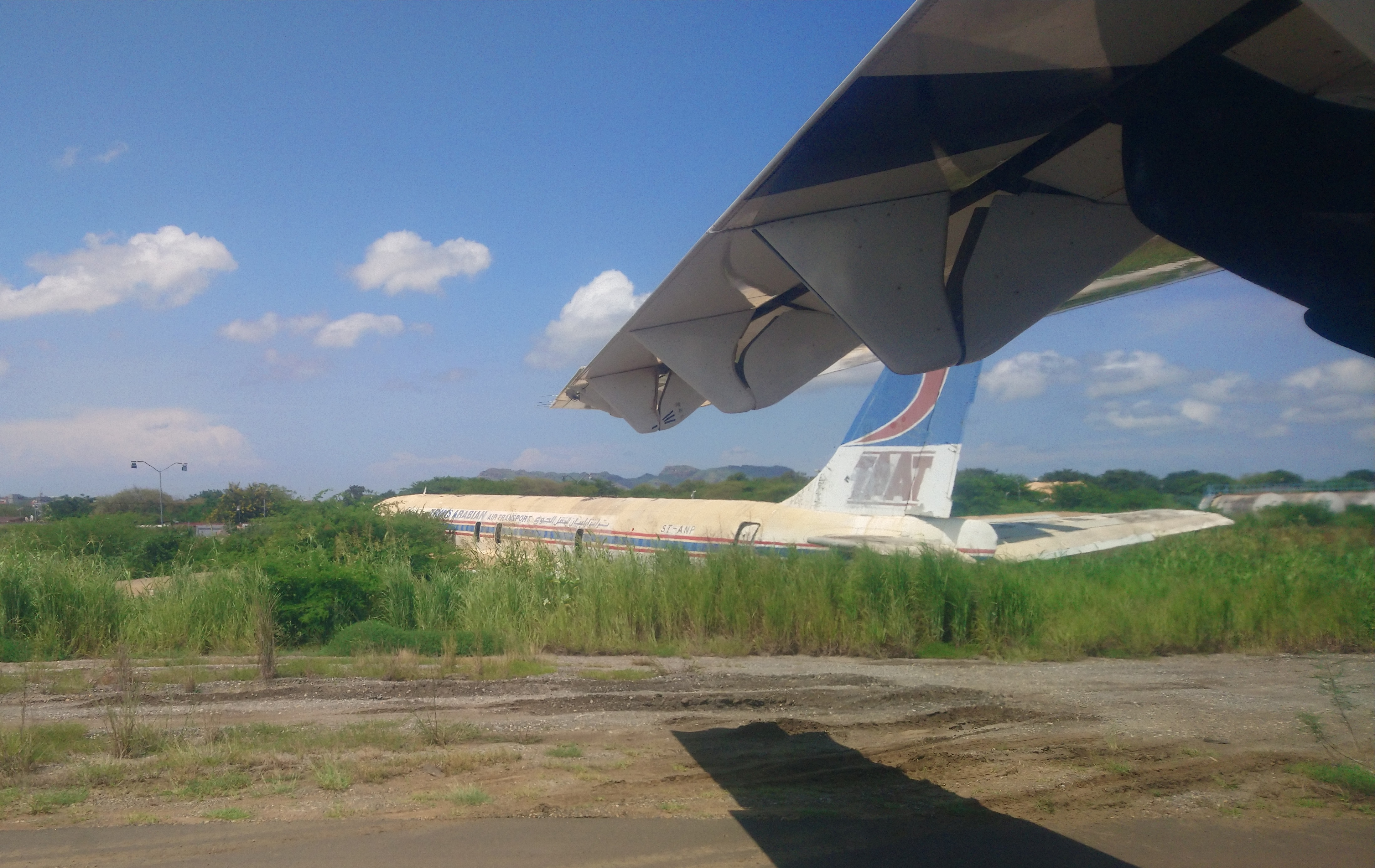
Auch die Maschine der TAAT wird nicht mehr starten (Sommer 2019)